# Crocallis rjabovi
Crocallis rjabovi là một loài bướm đêm trong họ Geometridae.